# Duelo de Titãs
Duelo de Titãs  (em inglês:  Remember the Titans) é um filme lançado em 2000, dirigido por Boaz Yakin e produzido por Jerry Buckheimer para a Walt Disney Pictures e estrelado por Denzel Washington, que interpreta o treinador Herman Boone.
O enredo do filme gira em torno das tensões raciais no time de futebol americano da Escola T.C. Williams, em Alexandria, Virgínia. É baseado em eventos reais que se passaram em 1971, quando os Titãs ganharam o campeonato estadual, embora alguns dos eventos mostrados no filme sejam um pouco diferentes da história real em aspectos importantes. A recepção da crítica especializada foi geralmente entre mista ou média e positiva, obtendo 48/100 no Metacritic, baseado em 32 críticas, e 72% de aprovação no Rotten Tomatoes, baseado em 128 críticas.
A trilha sonora é formada por canções clássicas dos anos 70, como "Na Na Hey Hey Kiss Him Goodbye" do Steam e "Ain't No Mountain High Enough" de Marvin Gaye e Tammy Tarrel.

## Elenco
- Denzel Washington - Treinador Herman Boone
- Will Patton - Treinador Bill Yoast
- Wood Harris - Julius Campbell
- Ryan Hurst - Gerry Bertier
- Donald Faison - Petey Jones
- Ethan Suplee - Louie Lastik
- Kip Pardue - Ronnie "Sunshine" Bass
- Hayden Panettiere - Sheryl Yoast
- Craig Kirkwood - Jerry "Rev" Harris
- Nicole Ari Parker - Carol Boone
- Ryan Gosling - Alan Bosley
- Kate Bosworth - Emma Hoyt
- Burgess Jenkins - Ray Budds